# Tyta lineosa
Tyta lineosa là một loài bướm đêm trong họ Noctuidae.